# NHK鸟取放送局
NHK鸟取放送局（日语：NHK鳥取放送局），又译NHK鸟取广播电视台，是日本放送協會位於鸟取縣鳥取市、負責主管鸟取縣當地事務的地方广播电视台（放送局）。

## 频道频率一览

### 电视频道
- NHK综合频道（呼号JOLG-DTV）
- NHK教育频道（呼号JOLC-DTV）

### 广播频率
- NHK第一套广播（呼号JOLG）
- NHK第二套广播（呼号JOLC）
- NHK调频广播（呼号JOLG-FM）

## 外部連結
- NHK鳥取放送局 （页面存档备份，存于）
- NHKとっとり的X（前Twitter）